# Folkets front för demokrati och rättvisa
Folkets front för demokrati och rättvisa (tigrinska: ህዝባዊ ግንባር ንደሞክራስን ፍትሕን; arabiska: الجبهة الشعبية للديمقراطية والعدالة) är det styrande politiska partiet i Eritrea. Nuvarande partiledare är landets president Isaias Afewerki. 

## Historia
Folkets front för demokrati och rättvisa grundades år 1994. Året dessförinnan hade en FN-stödd folkomröstning hållits där eritreanerna röstade för självständighet från Etiopien men gruppen hade i praktiken styrt området sedan eritreanska självständighetskrigets slut 1991 då den kommunistiska regeringen i Addis Abeba störtats.
Dess föregångare var den väpnade marxistiska och afrikansksocialistiska gruppen Eritreanska folkets befrielsefront. På en partikongress år 1987 förkastades i stort marxism-leninism som gruppens kärnideologi och man började istället propagera för en form av revolutionär eritreansk nationalism. Målet blev att försöka inkludera övriga eritreanska självständighets- och nationalistgrupper.

## Politisk plattform
Sedan förkastandet av marxism-leninism mot kalla krigets slut har partiet under Isaias Afewerkis ledarskap istället framställt sig som nationalistiskt och vill inkludera alla eritreanska nationalister oavsett politisk färg.